# Eria piruensis
Eria piruensis är en orkidéart som beskrevs av Johannes Jacobus Smith. Eria piruensis ingår i släktet Eria och familjen orkidéer. Inga underarter finns listade i Catalogue of Life.